# Van Heeckeren

Armoiries de la famille Van Heeckeren.

Van Heeckeren est le nom d'une famille noble des Pays-Bas, originaire des provinces de Gueldre et Overijssel.

## Membres notables
- Branche Van Heeckeren van Enghuizen
  - Evert Frederik van Heeckeren (1755-1831), membre de la première Chambre des États généraux
  - Lodewijk van Heeckeren van de Cloese (1768-1931)
  - Hendrik Jacob Carel Johan van Heeckeren van Enghuizen (1785-1862), membre de la première Chambre des États généraux, fils du premier
  - Jacob van Heeckeren tot Enghuizen (1792-1884), diplomate néerlandais, frère du précédent
  - Georges Charles de Heeckeren d'Anthès (1812-1895), homme politique français, fils adoptif du précédent

- Branche Van Heeckeren van Kell
  - Willem Hendrik Alexander Carel van Heeckeren van Kell (1774-1847), ministre d'État néerlandais
  - Carel van Heeckeren van Wassenaer (1809-1875), membre de la première Chambre des États généraux, fils du précédent
  - Willem van Heeckeren van Kell (1815-1914), homme politique néerlandais, frère du précédent
  - Karel van Heeckeren van Kell (1854-1931), homme politique néerlandais, fils du précédent

- Autres branches
  - Walraven Robbert van Heeckeren van Brandsenburg (1776-1845), membre de la seconde Chambre des États généraux